# Олег Проценко
Олег Валерјевич Проценко (рус. Олег Валерьевич Проценко; Сольцы, Новгород, 11. август 1963) је био совјетски атлетичар, чија је специјалност била троскок.
Освојио је бронзану медаљу на Европском првенству 1986. у Штутгарту и сребрну медаљу на 1. Светском првенству у дворани 1987. у Индијанаполису
У јуну 1990. је постигао најбољи лични скок на отвореном од 17,75 метара, што га је рангирало на 20. место светских троскокаша на отвореном, свих времена. Бољи пласман на листи троскокаша у дворани јер се са резултатом 17,67 постигнутом 15. јануара 1987. налази на 12. месту свих времена у дворани.

## Значајнији резултати
| Год. | Такмичење                       | Место                     | Пласманжжа | Дисциплина | Резултат |
| ---- | ------------------------------- | ------------------------- | ---------- | ---------- | -------- |
| 1984 | Игре пријатељства               | Москва, СССР              | 1          | Троскок    | 17,46    |
| 1986 | Европско првенство на отвореном | Штутгарт, Западна Немачка | 3          | Троскок    | 17,28    |
| 1987 | Светско првенство у дворани     | Индијанаполис, САД        | 2          | Троскок    | 17,26    |
| 1987 | Светско првенство               | Рим, Италија              | 8          | Троскок    | 17,23    |
| 1988 | Олимпијске игре                 | Сеул, Јужна Кореја        | 4          | Троскок    | 17,38    |
| 1990 | Европско првенство              | Сплит, СФРЈ               | 8          | Троскок    | 16,80    |